# Pavetta owariensis
Pavetta owariensis là một loài thực vật có hoa trong họ Thiến thảo. Loài này được P.Beauv. mô tả khoa học đầu tiên năm 1806.